# Pia-Sophie Wolter
Pia-Sophie Wolter (Brema, 13 novembre 1997) è una calciatrice tedesca, centrocampista dell'Eintracht Francoforte, in prestito dal Wolfsburg.

## Carriera

### Club
Wolter inizia l'attività sportiva con la pallavolo avvicinandosi successivamente al calcio che inizia a praticare dal 2006 tesserandosi con l'Habenhauser FV. Nel 2011 decide di trasferirsi al Werder Brema, giocando inizialmente nelle sue formazioni giovanili, dalla C-Junior, con la quale si è laureata campionessa della Germania del Nord nel 2012, per passare alla B-Junior dalla stagione 2012-2013 che partecipava alla neoistituita divisione Nord/Nordost (Nord/Nord-est) della Bundesliga femminile.
Nella stagione successiva inizia ad essere aggregata alla squadra titolare che disputa il girone Nord della 2. Frauen-Bundesliga, debuttando il  23 marzo 2014, alla 15ª giornata di campionato, nella sconfitta casalinga per 0-1 contro il Lübars, e andando a segno per la prima volta il successivo 25 maggio (21ª giornata), siglando al 70' la rete che fissa sul 3-1 la vincente trasferta sulle avversarie dello Jena II. Dopo aver marcato 4 presenze nella sua stagione d'esordio in prima squadra, dalla successiva è stabilmente inserita in rosa, giocando 21 dei 22 incontri di campionato e condividendo con le compagne il secondo posto in 2. Frauen-Bundesliga Nord dietro al Lübars; tuttavia, avendo quest'ultima deciso di non iscriversi alla Frauen-Bundesliga per problemi finanziari Wolter e compagne festeggiano la storica promozione nel livello di vertice del campionato tedesco per la stagione 2015-2016.
Fa il suo debutto in Bundesliga già dalla 1ª giornata di campionato, nel vittorioso incontro casalingo dove si impongono per 6-2 sul Colonia, anch'esso neopromosso. La stagione si rivela però difficilissima per il Werder Brema, con la squadra che non riesce a uscire dalla parte bassa della classifica e che a fine campionato, con 3 vittorie, 4 pareggi e 15 sconfitte, ottiene solamente 13 punti che le valgono l'11º e penultimo posto in classifica, con la conseguente retrocessione.
Wolter rimane legata alla società per altre due stagioni, con la prima dove al termine del campionato 2016-2017, sempre nel gruppo Nord, ottiene il primo posto e una nuova promozione in Frauen-Bundesliga, e dove al termine del campionato 2017-2018 la sua squadra conquista il 10º posto ottenendo così la salvezza. Prima del termine della stagione la società comunica la decisione di Wolter di trasferirsi alle campionesse di Germania del Wolfsburg.
Alla sua prima stagione con il nuovo club fa il suo debutto in campionato il 14 ottobre 2018, alla 4ª giornata, nell'incontro vinto 3-0 in trasferta con le sue vecchie compagne del Werder Brema, andando a segno per la prima volta due giornate più tardi, siglando al 61' la rete del parziale 4-0 nell'incontro vinto in trasferta 7-0 con il Borussia Mönchengladbach. Durante la stagione ha anche occasione di debuttare in UEFA Women's Champions League, il 26 settembre 2018, nell'incontro di ritorno dei sedicesimi di finale della stagione 2018-2019 vinto in casa 2-0 con le islandesi del Þór/KA. Termina la stagione condividendo con le compagne il double campionato-Coppa di Germania, mentre in Champions League viene eliminata dall'Olympique Lione ai quarti di finale.

### Nazionale
Wolter inizia ad essere convocata dalla federazione calcistica della Germania (Deutscher Fußball-Bund - DFB) piuttosto tardi rispetto ad altre compagne, chiamata dal tecnico Maren Meinert nel marzo 2015 nella formazione Under-19 che disputa il Torneo di La Manga, venendo impiegata in tutti i tre incontri giocati dalla sua nazionale e vincendo il torneo di categoria.
Soddisfatta delle sue prestazioni, un mese più tardi Meinert continua a concederle fiducia, inserendola in rosa con la squadra che affronta la fase élite delle qualificazioni all'Europeo di Israele 2015, dove scende in campo in tutti i tre incontri della fase eliminatoria e festeggia con le compagne l'accesso alla fase finale. Chiamata nuovamente, in quell'occasione viene impiegata in tutti i quattro incontri giocati dalla Germania, chiudendo al primo posto il gruppo B ma venendo poi eliminate in semifinale dalla Svezia, poi laureatasi campione d'Europa, ai tiri di rigore dopo che i tempi regolamentari si erano conclusi sul 3-3.
Meinert la convoca anche per la fase finale del successivo Europeo di Slovacchia 2016 e dove gioca tutti i tre incontri del gruppo B, concludendolo al terzo posto e venendo eliminata già alla fase a gironi.
Grazie al risultato ottenuto a Israele 2015, la Germania ottiene l'accesso al Mondiale di Papua Nuova Guinea 2016 riservato a formazioni Under-20. Sempre sotto la direzione tecnica di Meinert, la nazionale tedesca, inserita nel gruppo D, supera al primo posto e a punteggio pieno la fase a gironi, ma viene eliminata dalla Francia, poi finalista, per 1-0 ai quarti di finale. In quell'occasione Wolter viene impiegata in tutti i quattro incontri giocati dalla sua nazionale, sommando altre due presenze in amichevole e altre due con la Under-23 nel marzo di quell'anno.

## Statistiche

### Presenze e reti nei club
Statistiche aggiornate al 3 dicembre 2024.
| Stagione                     | Squadra                      | Campionato                   | Campionato | Campionato | Coppe nazionali | Coppe nazionali | Coppe nazionali | Coppe internazionali | Coppe internazionali | Coppe internazionali | Altre coppe | Altre coppe | Altre coppe | Totale | Totale |
| Stagione                     | Squadra                      | Comp                         | Pres       | Reti       | Comp            | Pres            | Reti            | Comp                 | Pres                 | Reti                 | Comp        | Pres        | Reti        | Pres   | Reti   |
| ---------------------------- | ---------------------------- | ---------------------------- | ---------- | ---------- | --------------- | --------------- | --------------- | -------------------- | -------------------- | -------------------- | ----------- | ----------- | ----------- | ------ | ------ |
| 2013-2014                    | Werder Brema                 | 2BL                          | 4          | 1          | CG              | 0               | 0               | -                    | -                    | -                    |             | -           | -           | 4      | 1      |
| 2014-2015                    | Werder Brema                 | 2BL                          | 21         | 4          | CG              | 2               | 0               | -                    | -                    | -                    |             | -           | -           | 23     | 4      |
| 2015-2016                    | Werder Brema                 | BL                           | 12         | 0          | CG              | 3               | 0               | -                    | -                    | -                    |             | -           | -           | 15     | 0      |
| 2016-2017                    | Werder Brema                 | 2BL                          | 12         | 0          | CG              | 4               | 2               | -                    | -                    | -                    |             | -           | -           | 16     | 2      |
| 2017-2018                    | Werder Brema                 | BL                           | 17         | 1          | CG              | 1               | 0               | -                    | -                    | -                    |             | -           | -           | 18     | 1      |
| Totale Werder Brema          | Totale Werder Brema          | Totale Werder Brema          | 66         | 6          | -               | 10              | 2               | -                    | -                    | -                    | -           | -           | -           | 76     | 8      |
| 2018-2019                    | Wolfsburg                    | BL                           | 14         | 3          | CG              | 5               | 1               | UWCL                 | 2                    | 0                    |             | -           | -           | 27     | 28     |
| 2019-2020                    | Wolfsburg                    | BL                           | 18         | 2          | CG              | 5               | 2               | UWCL                 | 4                    | 1                    |             | -           | -           | 24     | 18     |
| 2020-2021                    | Wolfsburg                    | BL                           | 20         | 4          | CG              | 4               | 1               | UWCL                 | 3                    | 1                    |             | -           | -           | 13     | 11     |
| 2021-2022                    | Wolfsburg                    | BL                           | 3          | 1          | CG              | 1               | 0               | UWCL                 | 3                    | 0                    |             | -           | -           | 14     | 13     |
| 2022-2023                    | Wolfsburg                    | BL                           | 7          | 0          | CG              | 1               | 0               | UWCL                 | 2                    | 2                    |             | -           | -           | 10     | 2      |
| Totale Wolfsburg             | Totale Wolfsburg             | Totale Wolfsburg             | 62         | 10         | -               | 16              | 4               | -                    | 14                   | 4                    | -           | -           | -           | 92     | 18     |
| 2023-2024                    | Eintracht Francoforte        | BL                           | 20         | 1          | CG              | 4               | 0               | UWCL                 | 8                    | 0                    |             | -           | -           | 32     | 1      |
| 2024-2025                    | Eintracht Francoforte        | BL                           | 10         | 1          | CG              | 1               | 0               | UWCL                 | 2                    | 0                    |             | -           | -           | 8      | 1      |
| Totale Eintracht Francoforte | Totale Eintracht Francoforte | Totale Eintracht Francoforte | 30         | 2          | -               | 5               | 0               | -                    | 10                   | 0                    | -           | -           | -           | 40     | 2      |
| Totale carriera              | Totale carriera              | Totale carriera              | 158        | 18         | -               | 31              | 6               | -                    | 24                   | 4                    | -           | -           | -           | 213    | 28     |

## Palmarès

### Club
- Campionato tedesco: 3

Wolfsburg: 2018-2019, 2019-2020, 2021-2022
- Campionato tedesco di seconda divisione: 1

Werder Brema: 2016-2017
- Coppa di Germania: 4

Wolfsburg: 2018-2019, 2019-2020, 2020-2021, 2021-2022